# Jevgenij Kuznetsov
Jevgenij Jevgenjevitj Kuznetsov (ryska: Евгений Евгеньевич Кузнецов), född 19 maj 1992 i Tjeljabinsk, är en rysk ishockeyspelare som spelar högerforward och center för Washington Capitals i NHL. 
I NHL Entry Draft 2010 valdes han som spelare nummer 26 av Capitals.
7 juni 2018 vann Kuznetsov Stanley Cup med Washington Capitals sedan laget besegrat Vegas Golden Knights med 4-1 i matcher i finalserien. Kuznetsov gjorde sammanlagt 32 poäng under 24 matcher i slutspelet.

## Spelstil
Jevgenij Kuznetsov är en skridskoskicklig och speldrivande forward, och mycket duktig på att föra upp pucken i offensiv spelzon. Han är även en duktig passningsspelare.
Han är även känd för sina målgester, bland annat en föreställande en dansande fågel. Den dansande fågeln förekom först under 2016 års World Cup-turnering, efter det att Kuznetsov gjort mål på Matt Murray i Lag Nordamerika, och den dök upp igen under 2018 års Stanley Cup-slutspel. Kuznetsov har själv sagt att han gör målgesten för att hans dotter tycker om den.

## Internationell karriär
Kuznetsov har spelat flera internationella turneringar för det ryska juniorlandslaget, för vilka han vid juniorvärldsmästerskapet i ishockey 2011 var med och vann guld samt blev uttagen i turneringens All-Star Team. Vid junior-VM 2012 var han med och tog silver och blev åter uttagen i All-Star Team samt utsedd till turneringens mest värdefulla spelare.
Kuznetsov har vunnit två VM-guld med det ryska seniorlandslaget, 2012 i Helsingfors samt 2014 i Minsk.

## Avstängning för kokain
Kuznetsov testades under en dopningskontroll i Slovakien under VM-turneringen 2019 positivt för kokain. Samtidigt som han stängdes av från landslagsspel i fyra år av internationella ishockeyförbundet friades han i en första instans av NHL, men kommer att få tre matchers avstängning under inledningen av grundserien i NHL säsongen 2019–20. Kokain är inte klassat som ett prestationshöjande medel, och är därför inte förbjudet, enligt NHL:s och NHLPA:s (spelarfacket) stadgar. På eget initiativ ska Kuznetsov genomgå ett rehabiliteringsprogram, samt lämna regelbundna tester.

## Statistik

### Klubbkarriär
| 2007–08    | Traktor Tjeljabinsk-2     | RYS-3      | 2   | 0  | 0   | 0   | 0   | —  | —  | —  | —  | —  |
| 2008–09    | Traktor Tjeljabinsk-2     | RYS-3      | 22  | 5  | 15  | 16  | 40  | —  | —  | —  | —  | —  |
| 2009–10    | Tjeljabinsk Belye Medvedi | MHL        | 9   | 4  | 12  | 16  | 8   | 2  | 1  | 2  | 3  | 4  |
| 2009–10    | Traktor Tjeljabinsk       | KHL        | 35  | 2  | 6   | 8   | 10  | 4  | 1  | 0  | 1  | 0  |
| 2010–11    | Traktor Tjeljabinsk       | KHL        | 44  | 17 | 15  | 32  | 30  | —  | —  | —  | —  | —  |
| 2010–11    | Tjeljabinsk Belye Medvedi | MHL        | 8   | 10 | 5   | 15  | 4   | 5  | 0  | 2  | 2  | 10 |
| 2011–12    | Traktor Tjeljabinsk       | KHL        | 49  | 19 | 21  | 40  | 30  | 12 | 7  | 2  | 9  | 10 |
| 2012–13    | Traktor Tjeljabinsk       | KHL        | 51  | 19 | 25  | 44  | 42  | 25 | 5  | 6  | 11 | 28 |
| 2013–14    | Traktor Tjeljabinsk       | KHL        | 31  | 8  | 13  | 21  | 12  | —  | —  | —  | —  | —  |
| 2013–14    | Washington Capitals       | NHL        | 17  | 3  | 6   | 9   | 6   | —  | —  | —  | —  | —  |
| 2014–15    | Washington Capitals       | NHL        | 80  | 11 | 26  | 37  | 24  | 14 | 5  | 2  | 7  | 8  |
| 2015–16    | Washington Capitals       | NHL        | 82  | 20 | 57  | 77  | 32  | 12 | 1  | 1  | 2  | 8  |
| 2016–17    | Washington Capitals       | NHL        | 82  | 19 | 40  | 59  | 46  | 13 | 5  | 5  | 10 | 8  |
| 2017–18    | Washington Capitals       | NHL        | 79  | 27 | 56  | 83  | 48  | 24 | 12 | 20 | 32 | 16 |
| KHL totalt | KHL totalt                | KHL totalt | 210 | 65 | 81  | 146 | 124 | 53 | 14 | 9  | 23 | 46 |
| NHL totalt | NHL totalt                | NHL totalt | 340 | 80 | 185 | 265 | 156 | 63 | 23 | 28 | 51 | 40 |

### Internationellt

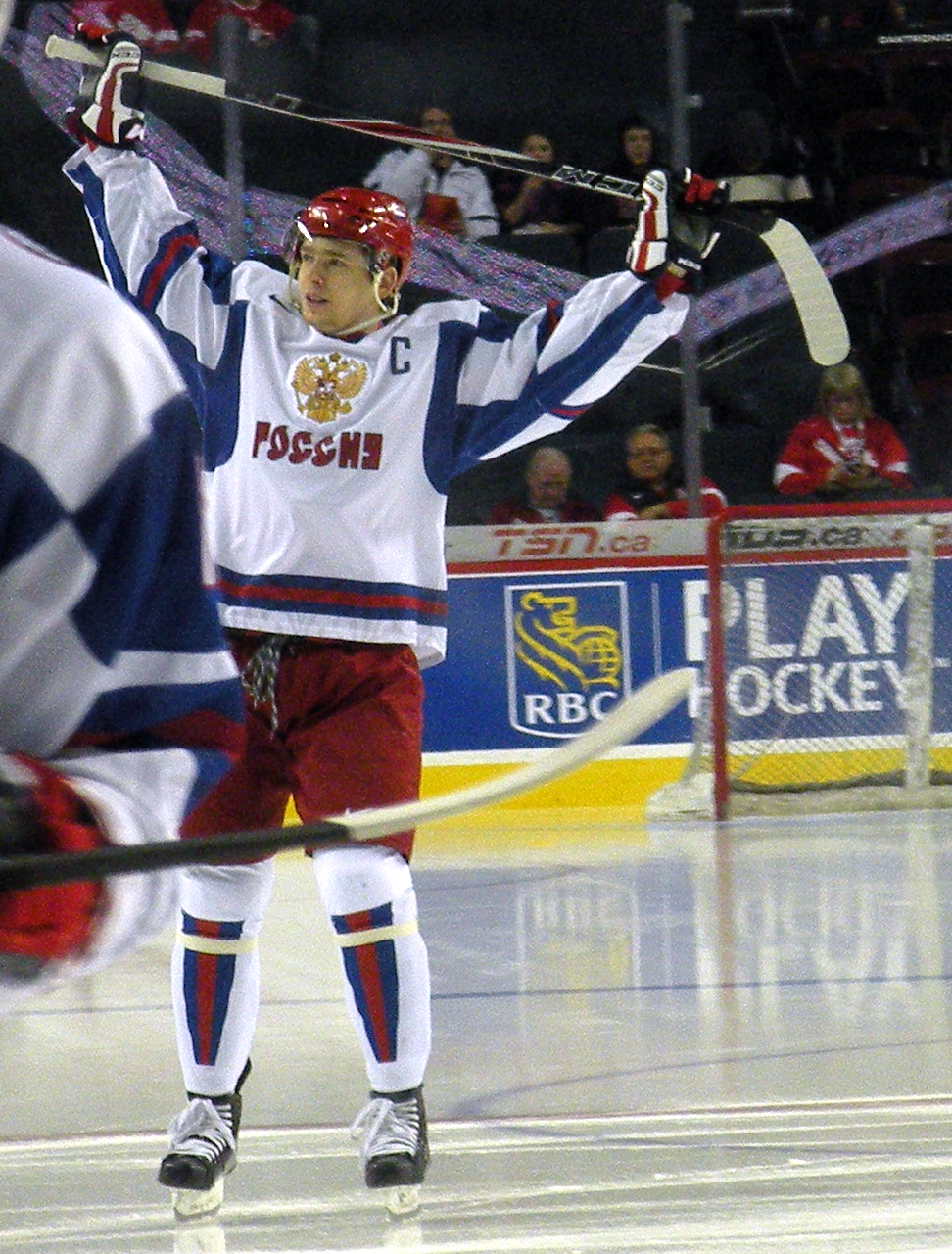
Kuznetsov med det ryska juniorlandslaget 2012.

| År            | Lag           | Turnering     | Resultat      |    | Matcher | Mål | Assists | Poäng | Utv. |
| ------------- | ------------- | ------------- | ------------- | -- | ------- | --- | ------- | ----- | ---- |
| 2009          | Ryssland      | U18           | 2             | 7  | 6       | 7   | 13      | 10    |      |
| 2010          | Ryssland      | U18           | 4:a           | 7  | 5       | 7   | 12      | 6     |      |
| 2010          | Ryssland      | JVM           | 6:a           | 6  | 2       | 0   | 2       | 10    |      |
| 2011          | Ryssland      | JVM           | 1             | 7  | 4       | 7   | 11      | 4     |      |
| 2012          | Ryssland      | JVM           | 2             | 6  | 6       | 7   | 13      | 2     |      |
| 2012          | Ryssland      | VM            | 1             | 10 | 2       | 4   | 6       | 4     |      |
| 2013          | Ryssland      | VM            | 6:a           | 3  | 1       | 0   | 1       | 2     |      |
| 2014          | Ryssland      | VM            | 1             | 10 | 1       | 1   | 2       | 4     |      |
| 2016          | Ryssland      | VM            | 3             | 6  | 1       | 1   | 2       | 0     |      |
| 2016          | Ryssland      | World Cup     | 4:a           | 4  | 2       | 0   | 2       | 6     |      |
| 2017          | Ryssland      | VM            | 3             | 5  | 1       | 2   | 3       | 6     |      |
| Junior totalt | Junior totalt | Junior totalt | Junior totalt | 33 | 23      | 28  | 51      | 32    |      |
| Senior totalt | Senior totalt | Senior totalt | Senior totalt | 38 | 8       | 8   | 16      | 22    |      |